# تايلور غراهام
تايلور غراهام (بالإنجليزية: Taylor Graham)‏ (20 يونيو 1980 الولايات المتحدة - ) هو لاعب كرة قدم أمريكي يلعب كمدافع.

## روابط خارجية
- تايلور غراهام على موقع الدوري الأمريكي (الإنجليزية)
- تايلور غراهام على موقع قاعدة بيانات كرة القدم.إي يو (الإنجليزية)
- تايلور غراهام على موقع ناشيونال فوتبول تيمز (الإنجليزية)